# Wyłącznik instalacyjny
Wyłącznik instalacyjny (wyłącznik nadmiarowo-prądowy, wyłącznik nadprądowy, wyłącznik instalacyjny typu DS nazywany też potocznie eską) – element instalacji elektrycznej, którego zadaniem jest przerwanie ciągłości obwodu, gdy prąd płynący w tym obwodzie przekroczy wartość bezpieczną dla tego obwodu. Wyłączniki te przeznaczone są do sterowania i zabezpieczenia przed skutkami przetężeń (przeciążeń i zwarć) obwodów odbiorczych instalacji oraz urządzeń elektrycznych w gospodarstwach domowych i innych.
W Polsce, od lat dziewięćdziesiątych wyłączniki nadprądowe powoli wyparły stosowane powszechnie bezpieczniki topikowe, rzadziej bezpieczniki automatyczne. Istotnymi zaletami są wyższa czułość (rozłączenie prądu przy niższych natężeniach i krótszym czasie) oraz możliwość wielokrotnego zadziałania.
Wytwarza się je na napięcia do 440 V prądu przemiennego, prądy znamionowe do 125 A i prądy wyłączalne do 25 kA o charakterystykach czasowych B, C, D oraz innych, specjalnych. Najbardziej rozpowszechnione są jednak "B, C, D" na prądy znamionowe do 63 A i prądy wyłączalne nie większe niż 10 kA.

## Budowa
W instalacjach elektrycznych stosuje się obecnie wyłączniki instalacyjne płaskie mocowane na wsporniku DIN TH35, o znormalizowanej szerokości jednego bieguna 17,7 mm dla wykonań standardowych, oraz 27 mm (1,5 modułu)  dla wykonań przemysłowych (prądy znamionowe do 200 A i prądy zwarciowe do 25 kA). Występują w odmianach 1-, 2-, 3- i 4-biegunowych. Dodatkowo wyróżniamy odmiany wyłączników z torem neutralnym (np. 1P+N – jednobiegunowy z torem neutralnym) lub bez (np. 1P – jednobiegunowy bez toru neutralnego).

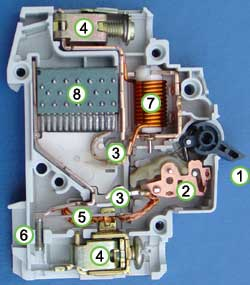
Przekrój przez wyłącznik instalacyjny

Na załączonym przekroju wyłącznika instalacyjnego wyróżnione zostały jego następujące elementy:
1. Dźwignia napędowa
2. Zamek
3. Styk stały i styk ruchomy
4. Zaciski przyłączowe
5. Wyzwalacz termobimetalowy (przeciążeniowy)
6. Wkręt regulacyjny
7. Wyzwalacz elektromagnetyczny (zwarciowy)
8. Komora gaszeniowa (do gaszenia łuku elektrycznego)

Wyłącznik ma dwa wyzwalacze:
- zwarciowy (elektromagnetyczny lub elektroniczny),
- przeciążeniowy (termobimetaliczny lub elektroniczny).

Popularne wyłączniki instalacyjne o charakterystyce B (np.: S301B16) mają wyzwalacz przeciążeniowy ustawiony na 1,13-1,45 krotności prądu znamionowego, a zwarciowy na 3-5 krotności prądu znamionowego. Natomiast wyłączniki o charakterystyce C wyłączają prąd zwarciowy, gdy osiągnie on wartość 5-10 krotności prądu znamionowego (typowe np. dla prądu rozruchowego silników indukcyjnych), a o charakterystyce D, gdy osiągnie wartość 10-20 krotności prądu znamionowego. Istnieją ponadto wyłączniki instalacyjne selektywne, których zadziałanie następuje z opóźnieniem, po zadanej zwłoce czasowej.
Do większości wyłączników instalacyjnych, producenci przewidują dodatkowe akcesoria w postaci dołączanych styków pomocniczych (AUX) i alarmowych (ALARM) oraz wyzwalaczy wzrostowych (SHUNT) i podnapięciowych (UVT).
Właściwy i umiejętny sposób doboru (na etapie projektu instalacji) wyłączników instalacyjnych w instalacji elektrycznej, ich prądów znamionowych i charakterystyk jest bardzo ważny dla ich właściwego i selektywnego działania, tzn. aby wyłączenie następowało przez najbliższy miejscu awarii wyłącznik. Ze względu na obecność komory gaszeniowej ważna jest orientacja (góra/dół) wyłącznika przy montażu.

## Charakterystyka
Wyłączniki nadprądowe produkowane są zgodnie ze ściśle określonymi charakterystykami wyłączenia:
| Typ | Przeznaczenie | Prąd wyzwalania przeciążeniowego (krotność) | Prąd wyzwalania zwarciowego (krotność) |
| --- | --- | ------------------------------------------- | -------------------------------------- |
| A   | Dla urządzeń elektroniki | 1,13 – 1,45                                 | 2 -3                                   |
| B   | Standardowe, np. gniazda w mieszkaniach | 1,13 – 1,45                                 | 3 - 5                                  |
| C   | Dla urządzeń o zwiększonym prądzie rozruchowym, np. silniki indukcyjne, lampy wyładowcze                                                         | 1,13 – 1,45                                 | 5 -10                                  |
| D   | Dla urządzeń o dużym prądzie rozruchowym, np. zabezpieczenie zwarciowe silników energooszczędnych, transformatorów                               | 1,13 – 1,45                                 | 10 - 20                                |
| E   | Wyłączniki selektywne, np. zabezpieczenie przedlicznikowe                                                                                        |                                             |                                        |
| K   | Charakterystyka dla urządzeń trójfazowych (Eaton/Moeler)                                                                                         | 1,05 - 1,30                                 | 8 - 12                                 |
| L   | Charakterystyka stosowana we wkręcanych bezpiecznikach automatycznych zastępujących bezpieczniki topikowe, obecnie zastąpiona charakterystyką B. |                                             |                                        |
| S   | Charakterystyka selektywna (Eaton/Moeler) |                                             | 13 - 17                                |
| Z   | Charakterystyka o podwyższonej czułości, przeznaczona do ochrony elektroniki                                                                     |                                             | 2 - 3                                  |

Standardowe prądy znamionowe to szereg: 6 A, 10 A, 13 A, 16 A, 20 A, 25 A, 32 A, 40 A, 50 A, 63 A, 80 A, 100 A, 125 A (13 A w Polsce jest rzadko używany).
W zależności od producenta dostępne są także prądy znamionowe 0,5 A, 1 A, 2 A, 3A, 4A, 8A (np. dla zabezpieczenia urządzeń trójfazowych).

## Parametry i właściwości
Niektóre właściwości i parametry wyłączników instalacyjnych, ważne dla celów ochrony przetężeniowej instalacji i urządzeń, są następujące:
- czas umowny jest równy 1 h dla wyłączników o prądzie znamionowym do 63 A oraz 2 h dla wyłączników na większe prądy znamionowe,
- umowny prąd niezadziałania {\displaystyle I_{nt}} jest równy 1,13 prądu znamionowego wyzwalacza przeciążeniowego wyłącznika,
- umowny prąd zadziałania {\displaystyle I_{t}} jest równy 1,45 prądu znamionowego wyzwalacza przeciążeniowego.
- trwałość łączeniowa
- charakterystyka działania
- napięcie znamionowe
- prąd znamionowy
- klasa ograniczenia energii
- znamionowa zwarciowa zdolność łączeniowa
- maksymalne i minimalne napięcie pracy
- klasa palności materiału obudowy
- sposób mocowania
- sposób przyłączania przewodów
- odporność na udary
- odporność na drgania

Wyłączniki instalacyjne wielobiegunowe obciążone jednobiegunowo przy pracy od stanu zimnego powinny zadziałać w czasie umownym przy przeciążeniu:
- -1,1 umownego prądu zadziałania w przypadku wyłączników dwubiegunowych,
- -1,2 umownego prądu zadziałania w przypadku wyłączników trój- i czterobiegunowych.

## Przykłady
- Wyłączniki instalacyjne (nadprądowe) S300 firmy Legrand
  - S301 B – wyłącznik nadprądowy 1-biegunowy
  - S302 B – wyłącznik nadprądowy 2-biegunowy
  - S303 B – wyłącznik nadprądowy 3-biegunowy
  - S304 B – wyłącznik nadprądowy 4-biegunowy
- wyłączniki nadprądowe NB1-63H 10 kA (lub 6 kA)